# Collada de Beixalís
Collada de Beixalís är ett bergspass i Andorra. Det ligger i den centrala delen av landet. Collada de Beixalís ligger 1 823 meter över havet. En serpentinväg går över passet.
Närmaste större samhälle är Les Escaldes, 2,7 kilometer söder om Collada de Beixalís. Passet går mellan topparna Bony de les Neres och Serra de Padern.
I trakten runt Collada de Beixalís växer i huvudsak barrskog.